# Aracaladanza
Aracaladanza es una compañía estable de danza contemporánea nacida en 1995 y radicada en Madrid (España). Ha mostrado sus trabajos escénicos a miles de niños y adultos en teatros de Europa, África y Asia, y ha participado y está invitada a actuar en festivales internacionales europeos, asiáticos y africanos. 
Entre sus galardones figuran varios Premios Max y FETEN. La compañía reúne un equipo creativo formado por su verdadera alma creativa, el director artístico y coreógrafo Enrique Cabrera. Desde casi dos décadas, le acompañan la escenógrafa y figurinista Elisa Sanz, varias veces galardonada con el Premio Max y ganadora de un Premio Talía; el diseñador de iluminación Pedro Yagüe, también premio Max; Rogelio de Egusquiza de la Asociación de Directores de Escena de España, el vídeo-creador Álvaro Luna, el diseñador de atrezo  Ricardo Vergne y Luis Miguel Cobo, compositor con varios premios Max.
En 2010 fue galardonada por el Ministerio de Cultura de España con el Premio Nacional de Teatro para la Infancia y la Juventud por "su compromiso con las artes escénicas para la infancia y la juventud; por su trabajo en el ámbito del teatro-danza, basado en una dramaturgia visual y poética que acerca el público infantil a los nuevos lenguajes; por su exigencia estética, artística y técnica, y por su proyección nacional e internacional, especialmente en su espectáculo Nubes, de 2009". Nubes es un espectáculo basado en el universo surrealista del pintor belga René Magritte.